# نيكيتا ستيبانوف
نيكيتا ستيبانوف (بالروسية: Степанов, Никита Юрьевич)‏ هو لاعب كرة قدم بيلاروسي في مركز الوسط، ولد في 6 أبريل 1996 في Smalyavichy ‏ في بيلاروس. شارك مع منتخب بيلاروسيا تحت 21 سنة لكرة القدم ومنتخب بيلاروس لكرة القدم. أما مع النوادي، فقد لعب مع توربيدو جودينو ونيمان غرودنو.

## وصلات خارجية
- نيكيتا ستيبانوف على موقع الاتحاد الأوربي (الإنجليزية)
- نيكيتا ستيبانوف على موقع قاعدة بيانات كرة القدم.إي يو (الإنجليزية)
- نيكيتا ستيبانوف على موقع ناشيونال فوتبول تيمز (الإنجليزية)
- نيكيتا ستيبانوف على موقع Soccerway.com (الإنجليزية)